# Моралес Бермудес, Ремихио
Ремихио Моралес Бермудес (исп. Remigio Morales Bermúdez; 30 сентября 1836, Тарапака — 1 апреля 1894, Лима) — перуанский военный и политический деятель. Занимал пост президента Перу с 1890 по 1894 год.
Участвовал в гражданской войне на стороне противников президента Хосе Руфино Эченике. В войне против Чили командовал двумя батальонами. При президенте Андресе Авелино Касересе занимал пост вице-президента.
В своё президентство, будучи противником влиятельного перуанского политика, бывшего президента Пьеролы, осуществлял репрессии в отношении его сторонников. Во время его правления удалось прийти к пограничному соглашению с Эквадором, а также начались переговоры с Чили по поводу урегулирования по вопросам спорных территорий, отторгнутых у Перу в минувшей войне.
Ремихио Моралес Бермудес умер на своём посту 1 апреля 1894 года в Лиме, после него президентом стал вице-президент Хустиниано Боргоньо.